# Poesiomat (Kersko)
Poesiomat v Kersku (Hrabalův Poesiomat) se nachází v zahradě Lesního ateliéru Kuba. Je věnován tvorbě spisovatele Bohumila Hrabala (1914–1997), který zde od roku 1965 žil na své chatě.

## Historie
Hrabalův poesiomat byl uveden do provozu 24. března 2018 u příležitosti 104. výročí spisovatelova narození. Je umístěn v zahradě ateliéru poblíž venkovního posezení a lze si na něm zvolit poslech částí různých děl, například Postřižiny, Slavnosti sněženek, Obsluhoval jsem anglického krále, Perličky na dně nebo Ostře sledované vlaky v podání českých herců Libuše Švormové, Josefa Somra, Zdeňka Svěráka a dalších. Český rozhlas poskytl nahrávku vyprávění Bohumila Hrabala, který načetl svoji povídku Pábitelé.